# 温什普癌症研究所
埃默里大学温什普癌症研究所是佐治亚州亚特兰大市的一家非营利癌症研究和医疗服务机构。温什普癌症研究所是佐治亚州唯一一家美国国家癌症研究所认证的综合性癌症中心。

## 历史
1937年，可口可乐公司CEO罗伯特·W·伍德罗夫向埃默里大学捐赠了$50,000，设立罗伯特·温什普诊所。该医疗机构以其外祖父的罗伯特·温什普的名字命名，以纪念捐赠人因乳腺癌去世的母亲，埃米利·温什普。伍德罗夫的愿景是将其建成佐治亚州的研究、教学和护理中心。为了实现这一愿景，罗伯特·W·伍德罗夫基金会对埃默里大学提供了持续的资助。2003年，埃默里大学利用基金会的资金建成了25,500平米的温什普癌症研究所大楼。

## 位置
温什普癌症研究所位于佐治亚州亚特兰大埃默里大学校园内。相关联的医疗机构包括埃默里大学医院、埃默里大学中城医院，埃默里约翰克里克医院，埃默里圣约瑟夫医院，格雷迪纪念医院以及亚特兰大退伍军人事务医疗中心。

## 研究和治疗
2014年，温什普癌症研究所被美国国家癌症研究所国家临床试验网络评选为先进学术参与单位。

## 重要人物
- Walter J. Curran Jr. – 专长为脑瘤和肺癌的放射肿瘤学家。温什普癌症研究所的执行主席[4]。
- Fadlo R. Khuri – 医学肿瘤学家，专长为肺癌和呼吸、消化道肿瘤。温什普癌症研究所前执行主席。现为鲁特美国大学第16任校长[5]。
- Suresh Ramalingam – 医学肿瘤学家，专长为肺癌。温什普癌症研究所副主任[6]。
- Sagar Lonial – 医学肿瘤学家，专长为多发性骨髓瘤。 温什普癌症研究所首席医学官[7]。
- Charles A. Staley – 消化道肿瘤外科专家。温什普癌症研究所首席质控官[8]。